# Safri Duo
Safri Duo – duński zespół perkusyjny, w którego skład wchodzą Uffe Savery i Morten Friis. Muzyka Safri Duo to mieszanka samplingu i elektroniki oraz afrykańskich instrumentów perkusyjnych takich jak: bębny, kotły, bongosy. Wcześniej zespół tworzył w kręgach muzyki poważnej i w 1999 został odkryty przez wytwórnię płytową specjalizującą się w muzyce poważnej. Po podpisaniu umowy, powstała płyta zawierająca zmiksowane brzmienia plemiennych akustycznych brzmień i nowoczesnego electro. W rezultacie w 2000 roku powstał utwór „Played-A-Live (Bongo Song)”, który stał się jednym z najpopularniejszych utworów w Europie w tym roku. Inne utwory tej grupy to: „All the people in the world”, „Rise (Leave Me Alone)", „Samb Adagio”.

## Wczesne lata
Uffe Savery i Morten Friis poznali się w 1977 roku, w parku Tivoli Gardens. Później, podczas pobytu w „Royal Swedish Conservatory of Music” powstał eksperymentalny duet, zwany Safri Duo, którego nazwa pochodzi od pierwszych liter ich nazwisk. Kilka płyt zostało nagranych i wydanych przez Chandos Records; duet wykonywał na nich utwory zarówno słynnych kompozytorów muzyki poważnej (m.in. Bacha, Mendelssohna, Ravela, których dzieła zostały przetranskrybowane przez Savery’ego i Friisa na dwie marimby, lub na marimbę i wibrafon) i współczesnych kompozytorów (Reich, Nørgård, ter Veldhuis). Ich występy, zwłaszcza, „Ter Veldhuis Goldrush”, „Ravel’s Alborada del gracioso” i „Anders Koppel's Toccata for vibraphone and marimba” są często nazywane przez innych perkusistów i osób związanych ze światem muzyki poważnej małymi kamieniami milowymi.

## Ogólnoświatowy sukces
Na początku 2000 roku, utwór „The Bongo Song” zaczął pojawiać się na klubowych playlistach. Wyprodukowany przez Michaela Parsberga, wkrótce pojawił się na antenie MTV Europe. Połączenie tribalowych bębnów i trance’owego brzmienia okazało się wielkim sukcesem, co skutkowało wynikiem w postaci jednego z najlepiej sprzedających się singli w 2000 roku. Utwór został wykonany przez zespół podczas ceremonii otwarcia Letnich Igrzysk olimpijskich w Sydney.
Album, nazwany „Episode II”, trafił na rynek w dniu 4 czerwca 2001. Znajduje się na nim dziewięć utworów, wszystkie wykorzystują tę samą kombinację perkusja-electronica, z wyjątkiem "Adagio", który trzymał klasyczną linię duetu. Reedycja dodała zremiksowaną wersję CD i singiel "Sweet Freedom" nagrany z Michaelem McDonaldem. Została ona wydana 30 września 2002 roku. Dwa kolejne utwory z „Episode II” zostały wydane jako single, "Samb-Adagio" i "Baya Baya". „Bongo Song” stał się hymnem światowej sławy klubu Coco Bongo w Cancúnie, w którym ta piosenka otwiera imprezę każdej nocy.

## 3.0
W 2003 roku został wydany nowy album – 3.0. W kilku utworach wziął udział wokalista Clark Anderson, m.in. w "All The People in the World", "Agogo Mosse" i "Laarbasses". Singiel "Rise " okazał się wielkim sukcesem i później wydano nową wersję o nazwie "Rise (Leave Me Alone) ", w której wokal podkłada Clark Anderson. W 2004 roku ukazał się album z remiksami 3.0 o nazwie 3.5 – International Version. Zawierał on w nowej wersji "Rise" i kilka innych utworów z Clark Anderson jako wokalistą i remiksy znanych już kawałków. Safri Duo grali także na koncercie Jeana Michela Jarre’a (AERO concerts) oraz krótko współpracowali z DJ-em Johanem Gielenem.

## Ostatnie lata
W 2010 został wydany album kompilacyjny pt. Greatest Hits, na którym znalazły się największe utwory duetu.

## Single
- All The People In The World (feat. Clark Anderson)
- Played-A-Live
- Baya Baya
- Samb Adagio
- Rise (Leave Me Alone)
- Twilight
- Helele (feat. Velile)

## Dyskografia
| Data wydania | Tytuł                                 | Wytwórnia |
| 1990         | Turn Up Volume                        |           |
| 1995         | Works For Percurssion                 |           |
| 1995         | Lutoslawski, Bartók, Helweg           |           |
| 1995         | Percussion Transcriptions             |           |
| 1996         | Goldrush                              |           |
| 1998         | Bach To The Future                    |           |
| 2002         | Episode II                            |           |
| 2002         | Episode II - The Remix Edition        |           |
| 2003         | Safri Duo 3.0                         |           |
| 2004         | Safri Duo 3.5 – International Version |           |
| 2008         | Origins                               |           |
| 2010         | Greatest Hits                         |           |